# Sergei Movsesian
Sergei Movsesian é um enxadrista eslovaco. Em 2009, detinha o título de GM e se encontrava entre os dez melhores enxadristas de Mundo, de acordo com rating FIDE.